# 2010년 한·일 삼일절 사이버 공격 사건
2010년 한·일 삼일절 사이버 공격 사건 또는 경인대첩은 2010년 3월 1일 삼일절 연휴 91주년에 대한민국의 인터넷 웹사이트 디시인사이드를 중심으로 하여 웃긴대학, 루리웹, 엽기 혹은 진실, 오늘의유머, 다음 아고라 등 커뮤니티 사이트들이 연합하여 세운 네이버의 ‘테러대응연합’ 회원들이 3월 1일에 일본의 웹사이트 2ch(현 5ch)을 공격한 사건이다. 3월 1일이 한국에선 공휴일인 반면, 일본은 평일이기에 결국 한국의 승리로 끝났다.

## 개요
2009년 겨울, 러시아로 유학 간 한국인 학생이 러시아인에게 구타 당해 숨진 사건에 대해 '개가 죽었는데, 왜 뉴스에 나오냐', '더 죽여라', '그 러시아인들에게 훈장하라', '한국인이 나빠서 그런거다', '한국인이 죽는 건 당연하다' 등의 발언을 한 사건, 그리고 2010년 2월 23일에 2010년 동계 올림픽에서 김연아가 피겨 스케이팅 부분에서 금메달을 따자 2채널에서는 김연아를 비판하며 심판 매수설을 주장하는 게시물이 올라왔고, 이러한 반응이 디시인사이드 코미디 프로그램 갤러리로 흘러들어간 사건 등이 발단이었다. 디시인사이드와 웃긴대학은 삼일절에 맞춰 2채널을 공격하기로 정하고, 오늘의유머, 루리웹, 다음 아고라 등 여러 커뮤니티를 설득하여 그 결과 네이버에 "넷 테러 대응 연합"(약자: 테대연)가 개설되며 하루만에 회원 수 10만2천 명을 돌파했다. 결국 테대연 연합은 3월 1일 13시에 F5리로드 등의 방식으로 일제히 공격을 가해 2채널 전 서버가 다운되었으며, 몇몇 서버는 복구 불가 수준까지 피해를 입었다.
3월 2일 파악된 피해 금액은 약 250만 달러 이상으로 추정된다. 2채널의 "한국 비방 게시판", "vip게시판", "뉴스속보게시판"이 공격대상이 되었다.
2채널을 서버를 관리하는 미국의 서버관리 회사 패시픽 인터넷 익스체인지사의 발표의 따르면 3월 1일 11시 40분경부터 2채널의 일부 서버가 대한민국에서 봇 프로그램을 이용한 대량 엑세스에 의해 서버 및 네트워크의 부하가 상승하였으며, 이 회사가 운영하는 미국 국적 기관의 서버를 포함한 2채널 이외의 사이트에도 피해가 생겼다.
같은 날 저녁 PIE사는 2채널의 서버를 전부 중지하고 공격 발원지의 ip를 모두 차단 조치했다. 그 후 대한민국의 국경일인 삼일절이 지나가며 공격이 종료되었다고 한다.

## 사건의 과정 및 결말

### 발단
2010년 2월 24일 무렵, 한국측 인터넷 커뮤니티가 2ch(일본 대표 수다앱) 에서 김연아 선수가 심판에게 뇌물을 주었다고 이야기하고 있다고 주장하였으며, 한편으로 한국인 러시아 유학생이 살해 당한 것에 대해 일본 네티즌들이 기뻐하였다고 주장하면서 한국측 인터넷 사용자들이, 3월 1일에 2ch 테러를 목적으로 "정당한 테러 대응 카페", 줄여서 테대연을 개설했다. 이 카페는 불법적인 프로그램의 배포/사용을 중지하였지만, 카페 개설 이후 테러 당일 날까지 계속 불법 프로그램을 공유하였다.
한편, 2월 25일의 자정 무렵 디시인사이드의 페이지 로딩이 느려짐에 따라 코갤을 유심히 지켜보던 사람들은 일본어로 된 글이 올라오자 이를 2ch이 공격한 것으로 간주하고 소규모 테러를 감행하였다. 2ch의 '한글'스레에는 한국어가 일부 올라왔으나 코갤에 일본어로 된 글이 더 이상 올라오지 않자 곧 사라졌다. 그 후 몇 분뒤 디시인사이드의 서버도 다시 원활해졌다. 2월 26일에는 2010년 2월 한국 인터넷 사용자들이 2채널의 801판 (야오이)에 대해 사이버 공격을 감행했다. 공격 수일전 벤쿠버 올림픽 피겨스케이팅 여자 싱글 부분 쇼트 프로그램 종료 후 김연아가 아사다 마오를 5점차로 누르고 선두에 오른 것에 대해 2ch에서는 김연아의 점수는 八百長이 아닌가?라는 게시물이 올라왔다. 대한민국 네티즌은 801을 八百長라 오해하고 공격한 것으로 보인다. 그러나 한국 측에서는, 이 공격은 "I'm korean"과 같은 영어로만 도배되었고 제대로 된 한국어로 된 도배가 없는 점을 볼 때 2ch 내 다른 게시판에서의 자작극으로 보고 있다. 2월 28일 대책 본부를 세운 니챤넬러들이 20시, 21시에 두 차례에 걸쳐 각각 30분간 디시인사이드 등의 한국 사이트를 선공했지만 별다른 성과는 거두지 못한다. 인터넷 언론에는 한일 3.1 사이버 전쟁의 전조에 대한 기사가 뜨기 시작했다.

### 공격
3월 1일 13시에, 공격 측은 두 팀으로 나누어 한 팀은 도배를 하는 방향으로, 한 쪽은 F5 공격 및 DDoS 공격을 하는 방향으로 공격을 개시하였다. 그리고 13시 3분에는 시작 3분만에 2CH 사이트의 VIP 게시판이 마비되었다. 13시 13분에는 2채널의 서버 다섯 개가 마비되었다. 13시 16분에는 2채널의 메인이 트래픽 초과로 원활히 접속되지 않았다. 13시 22분에는 2채널의 33개의 서버 중, 두 개를 제외하고 모두 마비되었다. 13시 44분에는 2채널의 전 서버가 다운되었다. 14시 13분에는 2채널 메인 페이지가 해킹되어 태극기가 걸린 페이지로 바뀌었다. 14시 43분에는 네이버에서 일본 IP를 차단하였다. 15시 35분에는 2채널 측이 한국 IP를 막았으나 서버는 복구되지 않고, 일본 측 공격 지휘부(IRC 등)도 대한민국 측 한국인 유학생 스파이 등에 의해 계속 발각되어 폭파되었다. 18시에는 한 한국인 첩자가 청와대 사이트를 공격하는 계획을 세우고 있던 사이트를 발견했다. 하지만 이명박에 대해서 부정적 경향을 가지던 한국 네티즌들은 이 행동을 비웃거나 일본 측의 공격에 동참하였다. 청와대 사이트는 곧 일본 IP를 차단하였다. 18시 11분에는 반크 홈페이지가 일본 측으로부터 공격을 받아 1시간 동안 마비되었으나, 곧 복구되었다. 이 공격으로 반크 서버의 라우터 몇 개가 폭파되었다는 말이 있다. 18시 38분에는 코미디 프로그램 갤러리가 2채널로부터 공격을 받아 다운되었으나 4분 후 복구되었다. 20시 43분에는 2채널 측의 공격 지휘관이 공격 중지 선언을 했다. 21시 35분에는 2채널 서버가 8시간 동안 닫히고, MBC가 이 사건에 대해서 보도를 하였다.

### 종료
다음날 18시 경에는 2ch의 서버들이 하나 둘씩 복구되기 시작하였다. (20시경에는 거의 대부분의 서버가 정상가동되기 시작하였다.) 19시 경에는 반크를 노리고 다시 공격을 하나 성과 없이 돌아가고 이에 대응한 테대연 측이 다시 공격을 가해 지휘 및 관제소를 다시 다운시켰다. 20시 경에는 2ch에서 다시 공격을 개시하나 실패한다. 22시 경에는 반크에서 일본 IP를 모두 차단하였다. 23시 경에는 테대연과 임시 테대연이 블라인드 처리가 되어 애국지사 연맹협회라는 카페로 대피하였다.
3월 5일에는 2ch 측에서 공격을 포기하고 잠정적으로 2010년 8월 15일을 기약하겠다고 결정했다고 알려졌다. 8월 15일에는 한때 재공격이 예고되었으나 양측 모두 공격 없이 지나갔으며, 대한민국의 일부 게임 포털 사이트가 다운되는 사태가 벌어졌으나 일본 측의 공격은 아닌 것으로 확인되었다.(중국, 제3국, 디시인사이드 내부의 소행 또는 특정 단체 또는 기업의 이익추구를 위한 소행으로 의심되었다.)
일본어 위키백과 문서에서는 VANK에서 주동하였다는 내용이 쓰여있다.

## 양측의 피해

### 2채널이 입은 피해
3월 1일 오전부터 2채널에 접속할 수 없는 상태였지만, 3월 2일 밤이 되자 태대연의 공격이 수그러들면서 일부 소수의 서버가 복구되었다. 그러나 다음 날 낮에도 서버의 3분의 1은 복구되지 못하고, 밤이 되어서야 간신히 dubai 서버를 제외한 모든 서버가 복구되었다. 한편, Dubai 서버는 완파되어 복구되지 못했고, 운용 정보 게시판은 dubai 서버의 데이터는 복구가 어렵고 다른 서버로 게시판을 재구축 하겠다고 발표했다.

### 반크와 청와대의 피해
이번 사이버 공격으로 인해 반크와 청와대 홈페이지가 공격 당해 속도가 느려지는 일이 발생했다. 반크 라우터가 폭파됐다는 설도 있었다. 하지만, 단지 반크 측에서 일본의 IP를 막은 것이다.

## 각 측의 반응 및 대응
- 2채널 - 2채널의 서버를 관리하는 미합중국의 데이터 서버 운영 기업측은 "미국 공공기관 및 기업에 대해 사이버 테러로서 조사를 준비하고 있다"라고 밝혔다.[16]나중에 이것은 거짓으로 밝혀젔다.
- 패시픽 인터넷 익스체인지 - 이 사건에 대해 서버를 관리하는 기업인 패시픽 인터넷 익스체인지사 측은 법적대응을 검토하고 있으며,[17] 2010년 3월 2일 서버 관리 회사측은 미국 연방수사국과 협력, 공격에 관련된 정보를 수집 및 조사를 진행해 FBI가 이 사건을 발생시킨 주모자를 찾아내겠다고 밝혔지만 실제로는 행하지 않았다. 이 사건은  미 정부의 중요한 기관에도 영향을 미쳤다. Big-Server.com의 담당자의 말에 따르면 미국 기업에 대해 사이버 공격을 감행한 독일인이 체포당해 미국에서 2년간 복역한 전례도 있다고 하였다. 하지만 차후에 이와 관련된 사실은 일부 과격 2ch 이용자들에 의해 부풀려진 상상력으로 확인되었고, 관련 미국발 기사는 한.일간의 사이버 전쟁을 관심있게 지켜보던 기자가 부풀려진 2ch 게시글을 보고 정확한 사실 확인없이 기사를 내보냈던것이다. 미국 연방수사국 (FBI)는 해당사건에 수사권이 없다. FBI는 미국내 수사만을 할 수 있는 치안집단이다. 만약 이 사건과 관련된 수사를 하려면 미국 중앙 정보국(CIA)이 수사에 착수해야하며, CIA는 국가 정보기관이므로 관련국가인 한국이나 일본에서 수사를 하려면 한국의 국가정보원 또는 일본의 정보기관(일본은 공식적인 독립 정보기관이 없음:공식적으로 국가정보를 다루는 기관은 총리를 보좌하는 관방장관 산하의 정보조사실, 법무성의 공안조사청, 경찰청 경비국, 방위청 육해공 자위대 별실)과 공조수사를 벌이거나 한국 경찰청, 일본의 경시청 또는 한국이나 일본의 법원또는 정부조직의 법무부(한국),법무성(일본)의 동의 또는 허가가 필요하다.[18][19]

- 반크 - 대한민국의 민간 외교 사절단 반크의 박기태 단장은, “일본은 스스로 국제사회 내 위신을 실추시켰다.”, “F5 공격을 가하는 것은 가해자인 일본과 다르지 않다. 무시해야 한다”고 발언했다.[20]
- 중앙일보 - 중앙 일보의 사설에서는, 일본 네티즌의 비방 및 금메달을 얻지 못했다는 이유로 분해하는 것을 비판하며, 이에 대항하는 것 역시 같은 수준이라고 비판하고 있다.[21]
- 대한민국 방송통신위원회 - 방송통신위원회 측은 이 사태에 대해서 전체 사건의 윤곽을 파악하고 이에 대한 대책을 마련하고 있다며 "만약이라도 이번 사건이 국가 간 분쟁으로 확대될 경우 국내(대한민국) 네티즌이 피해를 입지 않도록 하기 위해 고심 중"이라고 말했다.[22]
- 소프트뱅크 모바일 주식회사 대표이사 사장 마쓰모토 데쓰조 - 블로그 〈언론 플랫폼 - 아고라[23]〉에 기고한 글에 따르면 "일본의 넷 우익이 정말로 근성과 실력이 있다면 한국이든 중국이든 좋으니까, 노골적으로 반일 감정을 부추기고 있는 사이트가 있다면 (적어도 한 때 중국에 상당히 있었습니다), 총력을 결집하고, 이번 한국의 민간인이 한 것 같은 다규모 사이버 공격을 걸어 보면 어떻겠습니까?"라 발언했다[24][25]

## 같이 보기
- 2채널
- 디시인사이드
- 사이버 테러
- 사이버 전쟁
- 한일 관계
- 1·25 인터넷 대란
- 7·7 DDoS 공격